# Gonodonta panoana
Gonodonta panoana là một loài bướm đêm trong họ Noctuidae.